# Караджале, Ион Лука

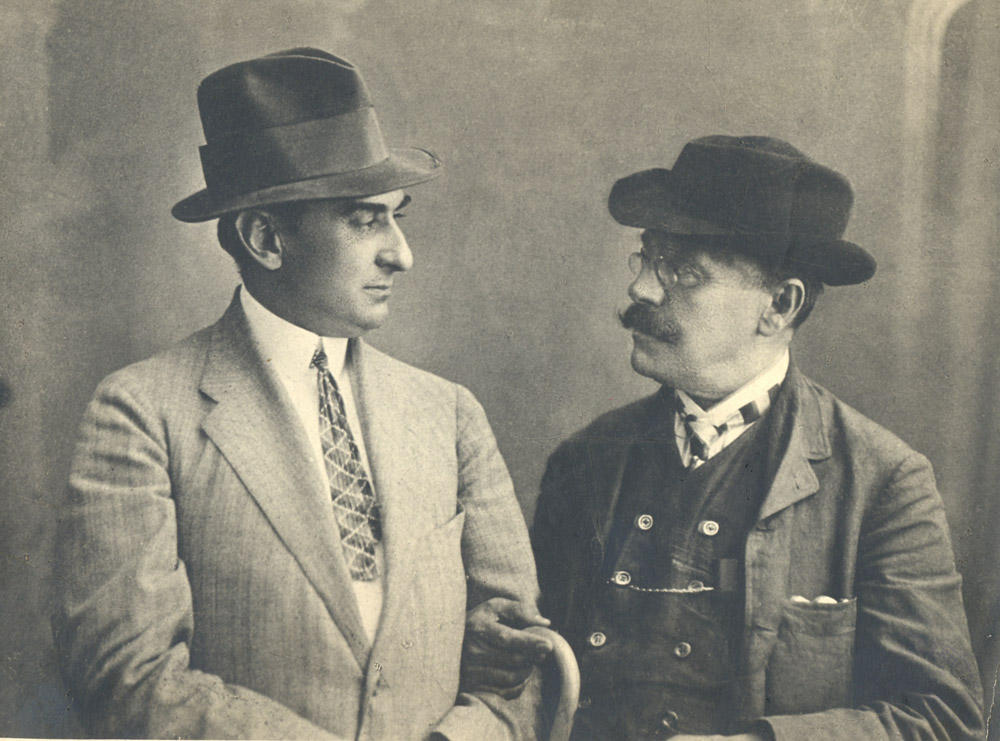
А. Давила и И. Л. Караджале

Ио́н Лука́ Модрич Караджа́ле (рум. Ion Luca Caragiale; 30 января 1852, Хайманале, ныне Караджале — 9 июня 1912, Берлин) — румынский писатель, драматург.

## Биография
Караджале родился в семье мелкого чиновника.
До того как стать профессиональным писателем, он был суфлёром, корректором, актёром, переписчиком и одновременно учился на юридическом факультете Бухарестского университета.
Впоследствии был учителем в лицее, школьным инспектором и директором театра.
Его сыном был писатель Матею Ион Караджале.

## Творчество
В 1873 году Караджале дебютировал как журналист, публиковал очерки и фельетоны. Вместе с Антоном Бакалбаша создал и выпускал журнал «Moftul român» («Румынский мотив»).
Караджале принадлежат одни из лучших из написанных на румынском языке драматических произведений.
Его комедии «Ненастная ночь», «Потерянное письмо», «Господин Леонида перед лицом реакции» и «В дни карнавала» написаны с большим талантом и тонкой наблюдательностью; выведенные в них типы, несмотря на известную шаржированность, отражают моральные принципы того времени и национальные стороны характера и быта. Известна также трёхактная драма Караджале «Напасть» и несколько новелл: «Пасхальный факел», «Грех» и другие.

## Память
- В честь Й. Л. Караджале назван румынский Национальный театр в Бухаресте, директором которого он был в 1888—1889 годах.
- В честь Й. Л. Караджале назван Национальный университет театра и кино
- В 1928 году Сабин Драгой написал оперу «Напасть» по пьесе Караджале.
- В Молдавии в честь писателя были выпущены почтовые марки.
- В честь одного из персонажей пьесы Караджале «Потерянное письмо», редактора газеты «Карпатский вой» Нае Кацавенку, был назван румынский сатирический журнал «Академия Кацавенку».
- Портрет Караджале размещен на банкноте номиналом 10 румынских леев образца 2005 года.
- Похоронен в Бухаресте на мемориальном кладбище Беллу.
- В 2012 году компания Google отметила 160-летний юбилей со дня рождения писателя персонализированным логотипом на странице поисковой системы[4][5].

Статуя Караджале перед Национальным театром в Бухаресте
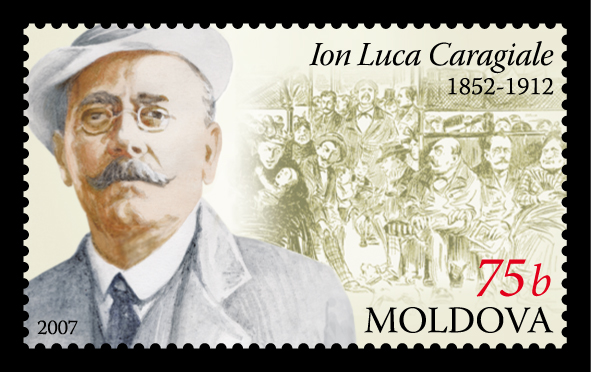
Почтовая марка Молдовы, 2007 год
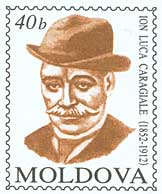
Почтовая марка Молдовы, 2002 год